# 물향기수목원
물향기수목원(Mulhyanggi Arboretum)은 경기도 오산시 청학로 211에 위치하고 있는 도립 수목원이다. 2000년부터 조성을 시작하여 2006년 5월 4일에 개장하였다.
맑은 물이 흐르는 곳이라는 수청동(水淸洞)의 이미지에 맞추어 주로 물을 좋아하는 식물을 위주로 습지생태원, 수생식물원, 호습성식물원 등의 주제원과 한국의 소나무원, 미로원, 토피어리원, 만경원, 단풍나무원, 유실수원, 중부지역자생원 등 다양한 19개의 주제원과 1,600 여종의 식물을 보유하고 있다.